# Jean-Marc Rivet
Jean-Marc Rivet est un romancier français né à Paris le 16 août 1962.
Après un diplôme d’architecture obtenu en 1987 aux Beaux-Arts, il fait plusieurs séjours à Séoul et à Tokyo où la référence au film Blade Runner de Ridley Scott (d’après un roman de Philip K. Dick) l'a marqué.
De retour en France, en 2003, il a toujours son agence d’architecture et décide de se lancer dans l’écriture d’une série de science fiction autour d’un personnage dénommé Norifumi. Dès 2004, ses premiers romans restent dans un style classique. Parallèlement à son travail d’architecte, il participe à des expositions d’art plastique en collaboration avec la plasticienne Marina Dut.
En 2007, avec son roman « 9999 Norifumi » son œuvre romanesque prend un style plus personnel. Avec une couverture de Steven Stalhberg, ce livre amorce un virage pour les titres à suivre.